# SES-5
СЭС, iniciales de "Солнечная электростанция", que se traduce al español como Central de Energía Solar o Central Heliotérmica. 
Central Heliotérmica de Crimea SES-5 (Крымская солнечная электростанция СЭС-5) es una central de energía solar térmica de tipo torre, actualmente desmantelada, ubicada a cinco kilómetros al sureste de Shcholkine, en Crimea. Su capacidad instalada era de 5 MW. 

## Historia
La estación experimental se construyó entre el lago salado de Aqtas y la costa de la bahía de Kazantip, cerca del pueblo de Azov, y fue la primera planta de energía solar tipo torre en la URSS. Diseñada con la participación de treinta organizaciones de proyectos de diseño e ingeniería y el Ministerio de Energía y Electrificación de la URSS. El cálculo del campo de heliostatos fue llevado a cabo por ENIN y por NPO de la Academia de Ciencias de la TSSR. La orientación científica fue proporcionada por ENIN (ЭНИН). El proyecto de construcción SES-5 fue aprobado en junio de 1980. En 1981 se inició la construcción de la central eléctrica. El contratista principal era el Departamento de Construcción de Zaporozhye de Dnieprostroy, que se encontraba en las cercanías construyendo la Central Nuclear de Crimea. 
El objetivo principal era conocer las particularidades en el funcionamiento de equipos específicos que se utilizaron en la operación de la central eléctrica y también en adquirir experiencia en la operación de los sistemas de la central eléctrica. Se incluyó la identificación de errores en el diseño y de los elementos individuales y, en el proceso de funcionamiento de la SES-5, la reconstrucción de sistemas defectuosos. 
Su costo de construcción fue de 26-29 millones de rublos. SES-5 fue un proyecto piloto para crear plantas de energía solar (SES) más potentes, de 200 hasta 320 MW.
En enero de 1995, debido a la falta de financiamiento, al dificultoso mantenimiento de los equipos ópticos y a la pérdida de una parte de la reflectividad de los espejos en los 10 años que estuvo funcionando, se decidió la clausura de la SES-5.
En 2005, la torre fue cortada y convertida en chatarra.
En 2008, en el suelo de las instalaciones de la planta de energía solar se instalaron dos aerogeneradores con una capacidad de 650 kW cada uno.
En 2012, un tanque del sistema contra incendios con un volumen de 5000 m³ fue cortado y convertido en chatarra. 

## Información básica

Esquema de territorio SES-5

Composición de la estructura de la planta de energía solar
- Torre central concentradora, 89 m de altura;
- Área de heliostatos, 20 hectáreas;
- Cantidad de heliostatos: 1600 (cada uno constaba de 45 espejos, de dimensiones 550 × 1030 mm, con un área total de 25,5 m²), la disposición en filas adyacentes estaba escalonada;
- Coeficiente de reflexión: 0,71;
- Área de recepción: 154 m²;[К 1]
- Temperatura nominal del refrigerante en el receptor: +250 °C;
- Volumen[К 2][17]  del acumulador de calor: 70 m³;
- Capacidad del acumulador de calor: 3-4 horas o aproximadamente 10 horas en modo de potencia reducida (aproximadamente 50%);
- Presión: 4 MPa;
- Ordenadores de control EVM:  SM-2 y SM-2M;[18]
- Tanque del sistema contra incendios, volumen 5000 m³.

Dado que SES-5 era experimental, se probaron diferentes métodos de control y diferentes equipos. El campo de heliostatos era redondo (por analogía con el Solar One norteamericano) y estaba dividido en dos mitades.

### Sensores ópticos (ОД)

Disposición de sensores ópticos

Los sensores ópticos (оптические датчики - ОД) fueron una de las partes más importantes de la estación. Se ubicaron frente a los heliostatos (гелиостат) sobre pilares especiales. En la parte superior de cada pilar había un soporte para un tubo retráctil, que sostenía al sensor óptico (ОД). La altura de instalación del sensor óptico (Высота установки из оптические датчики - ОД)  dependìa de la distancia entre ellos y el Generador Solar de Vapor (солнечный парогенератор). 

Circuito sensor óptico

A diferencia de los heliostatos de giro completo, los sensores ópticos eran estacionarios. La precisión de los rayos solares (солнечный луч) enviados al Generador Solar de Vapor (солнечный парогенератор СПГ) dependía de una adecuada instalación y alineación.
Los primeros modelos de sensores ópticos fueron un cilindro en el que se colocaron dos chips electrónicos (электронные платы) y cinco fotodiodos (пять фотодиодов). En la parte inferior, dirigida hacia el heliostato, había un agujero circular para los rayos solares reflejados desde el espejo. En la parte superior, de frente a la torre, había un conector de enchufe (штепсельный разъём). Debido a la falta de hermeticidad de este último, el agua a menudo se filtraba en el sensor óptico (ОД) durante las lluvias. El sensor óptico emitía cinco señales: abajo, arriba, izquierda, derecha y pérdida del objetivo (потеря объекта слежения). Su tensión de alimentación era de 15V.
A finales de la década de 1980, se hizo un intento de introducir nuevos sensores ópticos de carcasa de aluminio con cinco fotodiodos y un cable de alimentación mejorado. A diferencia de los modelos previos, contenía una unidad electrónica ubicada en el fondo del heliostato. 

## Complejidad del proyecto
- Debido a la gran resistencia al viento de los espejos y a la proximidad del lago, para la colocación de cada heliostato fue necesaria la instalación previa de cuatro[К 3] pilares de hormigón armado;[6]
- Durante las lluvias, el agua ingresaba hacia los sensores ópticos;
- Algunos de los heliostatos tenían esquinas agarradas a los pilares de los sensores ópticos, que más tarde fueron cortados.

## Generación de energía
El número anual estimado de horas de operación de la central heliotérmica fue de 1920. Antes de su clausura a inicios de la década de 1990, la planta de energía solar generaba cerca de 2 millones de kWh de electricidad.

## Dirección
- Director (desde el momento de la construcción hasta 1991): Vladimir Alexandrovich Dubovenko.[20]
- Jefe de Taller TAI (1985-1995): Vladimir Vladimirovich Kishko. Ahora director de Минской ТЭЦ-5 Archivado el 23 de septiembre de 2020 en Wayback Machine.[21] Central Térmica de Minsk.